# 정명재
정명재(본명: 정명제, 鄭明濟, 1958년 4월 3일~ )은 대한민국의 희극 배우, 기업인이다. 
- 1980년 TBC 동양방송 개그콘테스트로 데뷔했으나 1981년 MBC 문화방송 개그콘테스트 데뷔 이전 하여 1982년 KBS 한국방송 개그콘테스트 데뷔 이전 하여 엄용수 손경수 이상운 김의환 이경래 최양락 함께 데뷔 이전 하여 1992년 가을개편 이후 코미디 프로그램을 잠정 중단했다가 1995년 KBS 2TV 코미디 일번지 '고시촌의 수재들'로 코미디 프로그램 복귀를 했지만[2]  그 뒤에 한동안 코미디 프로그램 활동을 중단했으며 1999년 5월 3일 시작된 KBS 2TV 코미디 세상만사 '술 권하는 사회'로 코미디 프로그램 복귀를 했으나 코미디 세상만사가 1999년 9월 3일부터 포맷을 정통 콩트 코미디를 바꾼 동시에 모든 코너를 교체하면서 코너가 폐지되기도 했다.
- 2019년 기준으로는 고깃집 '정명재의 네로 25시'를 운영하고있다.

## 학력
- 성동고등학교 졸업

## 출연작

### 방송
- 1981년 일요일밤의 대행진
- 1983년 유머 일번지 - 회장님 회장님 우리 회장님, 진중 일기, 술 마시는 남자
- 1987년 쇼 비디오 자키 - 네로 25시, 인생 스케치
- 1996년~1997년 TV쇼 진품명품 출장감정 MC*
- 2022년 MBN 특종세상 554회
- 2024년 KBS 아침마당 명불허전 - 9685회, 패널

### 영화
- 1991년 《우주의 용사 반달가면》... 한 박사 역
- 1991년 《그림 도사와 홍길동》... 그림도사 역
- 1991년 《위기의 용사 반달가면》... 한 박사 역
- 1991년 《항구에 나타난 검객 산지니》... 왕충 역
- 1992년 《제로맨 맹구 박사》
- 1992년 《우주경찰 휴먼파워》
- 1992년 《3인의 초능력자 썬더빅맨》

## CF
- 1988년 롯데제과 블랙블랙 껌 (feat 이상아)
- 1990년 해태제과 파시통통 - 인물화 편 (feat 김영인 (1971년))

## 수상 내역
- 1980년 제2회 TBC 개그콘테스트 금상

## 기타
- 그림을 굉장히 잘 그린다. 이 능력을 인정 받아서 쇼 비디오 쟈키의 코너 중 하나인 인생 스케치에서 단독 주연으로 출연하기도 했다.

1. ↑  “연예 오락 TV”. 부산일보. 1991년 1월 4일. 2021년 3월 18일에 확인함.
2. ↑  “KBS2TV「코미디 일번지」...「고시촌의 수재들」의외의 인기”. 국제신문. 1995년 7월 21일. 2021년 3월 18일에 확인함.